# Cratere Milanković (Marte)
Milankovič è un cratere sulla superficie di Marte.
Il cratere è dedicato all'astronomo iugoslavo Milutin Milanković.